# Euxinella
Euxinella es un género de foraminífero bentónico considerado homónimo posterior de Euxinella Moisseiev, 1936, y sustituido por Euxinita de la subfamilia Endostaffellinae, de la familia Endothyridae, de la superfamilia Endothyroidea, del suborden Fusulinina y del orden Fusulinida. Su especie tipo era Dainella? efremovi. Su rango cronoestratigráfico abarcaba desde el Devónico superior hasta el Dinantiense (Carbonífero inferior).

## Discusión
Clasificaciones más recientes incluyen Euxinella en el suborden Endothyrina, del orden Endothyrida, de la subclase Fusulinana de la clase Fusulinata.

## Clasificación
Euxinella incluía a la siguiente especie:
- Euxinella efremovi †